# Carl Julius Salomonsen
Carl Julius Salomonsen, född 6 december 1847 i Köpenhamn, död där 14 november 1924, var en dansk läkare.
Salomonsen tog medicinsk examen 1871 och doktorsgraden 1877 på avhandlingen Studier över Blodets Forraadnelse. Han hade tidigt ägnat sig åt bakteriologiska studier och under en vistelse i Breslau 1877 gjort viktiga undersökningar över tuberkulosens smittsamhet, vilka jämte andra forskares arbeten blev banbrytande för Robert Kochs upptäckter rörande tuberkulosens etiologi. År 1883 blev han docent i bakteriologi och inrättade samma år ett laboratorium, där bakteriologisk undervisning gavs åt medicinare från alla de skandinaviska länderna. Hans Ledetraad for Medicinere i bakteriologisk Teknik (1885; flera upplagor) översattes till olika språk. 
Salomonsen, som studerade vidare hos Robert Koch i Berlin och Louis Pasteur i Paris, blev 1893 professor i patologi samt föreståndare för ett nytt laboratorium, som inrättats på hans initiativ. Tack vare honom upprättades därjämte 1902 danska statens seruminstitut, vars chef han var till 1909. Han var ledamot av Fysiografiska sällskapet i Lund (1911).
Salomonsen hade även ett stort intresse för konst. I slutet av sitt liv gjorde han sig känd som en skarp kritiker av moderna strömningar inom konsten som expressionism, kubism och futurism, vilka han i skriften De nyeste Kunstretninger og smitsomme Sindslidelser (1919) nedsättande betecknade som dysmorfism.